# École-studio du Théâtre d'Art académique de Moscou
L'École-studio du Théâtre d'Art Académique de Moscou - plus communément appelé École-studio MKhAT (en russe : Школа-студия МХАT) – est une école de théâtre située à Moscou, en Russie.
L'école-studio MKhAT est un établissement d'enseignement public. Son nom complet est « École-studio du nom de Vladimir Ivanovitch Nemirovitch-Dantchenko, dépendance du Théâtre d'Art Académique de Moscou du nom d'Anton Tchekhov ». Son ancien nom, de 1943 à 1989, est « École-studio du nom de Vladimir Ivanovitch Nemirovitch-Dantchenko, dépendance du Théâtre d'Art Académique de l'URSS du nom de Maxime Gorki ».
On compte 281 étudiants en décembre 2002, pour 86 enseignants. Trois filières sont ouvertes : la première, consacrée au métier de comédien, se déroule sur quatre ans et est sanctionnée par un concours qui retient les 30 meilleurs élèves ; la deuxième, consacrée à la mise en scène, se déroule sur cinq ans et sélectionne les trois meilleurs élèves ; la dernière, consacrée au métier de la production, dure cinq ans et consacre les quatre meilleurs élèves. L'établissement dispense ses cours de jour, à temps plein. En 2009 on compte 252 étudiants qui se répartissent ainsi : 85 étudiants pour les cours d'acteur, 71 pour la mise en scène et 96 pour la production.

## Histoire
L'initiateur du projet de l'école-studio est Vladimir Ivanovitch Nemirovitch-Dantchenko, un des fondateurs du Théâtre d'Art Académique de Moscou - Maxime Gorki. L'idée de l'école-studio est pour la première fois exprimée lors d'une réunion des dirigeants du Théâtre d'Art Académique de Moscou, le 21 mars 1943. Elle devient, de fait, la dernière volonté du grand metteur en scène et pédagogue Vladimir Nemirovitch-Dantchenko, qui succombe d'une crise cardiaque un mois plus tard, le 25 avril 1943. Le lendemain, une résolution spéciale du Conseil des commissaires du peuple de la RSFS de Russie est aussitôt publiée, qui contient une clause relative à la création de l'école-studio, à la mémoire du metteur en scène décédé.
L'école-studio est officiellement inaugurée le 20 octobre 1943. Le premier recteur en est le metteur en scène et critique de théâtre Vassili Grigorievitch Sakhnovski. La première promotion compte 27 étudiants, diplômés en 1947.
À l'origine, l'école-studio n'est prévue pour n'accueillir qu'une faculté de comédiens (spécialisation acteur de théâtre dramatique et de cinéma). Le cursus ouvert aux techniques de mise en scène (spécialités décorateur et scénographe), pour subvenir d'abord aux besoins du MKhAT, doit être ponctuel. Mais la demande est telle qu'aujourd'hui la majorité des techniciens des théâtres de Moscou sont issus de ce cursus.
En 1987 s'ouvre une branche pour les artistes peintres de théâtre, sous la direction de Valeri Iakovlevitch Leventhal. En 1989, c'est au tour des costumiers de rentrer au sein de l'institution, alors sous la direction d'Eleonora Petrovna Maklakova, peintre du peuple de la fédération de Russie. Le département des artistes du monde, créé en 1988, fait maintenant partie intégrante du programme de formation des techniciens de la scène. Existant depuis 1991, la branche management du théâtre est réorganisée en 2005 au travers de la faculté de production.

## Recteurs de l'École-studio
- 1943-1945 : Vassili Sakhnovski
- 1945-1981 : Benjamin Radomyslenski
- 1981-1984 : Nikolaï Alekseïev
- 1984-1986 : Vadim Kroupitski
- 1986-2000 : Oleg Tabakov
- 2000-2013 : Anatoli Smelianski
- 2013 à ce jour : Igor Zolotovitski

## Diplômés
En plus de soixante ans d'existence, l'École-studio a formé plus de deux mille étudiants, acteurs et metteurs en scènes.
Parmi les artistes les plus connus figurent les acteurs Alexeï Batalov, Evgueni Evstigneïev, Oleg Bassilachvili, Mikhaïl Kozakov, Vladimir Vyssotski, Mikhaïl Efremov, Igor Kvacha, Ekaterina Gradova et, dans la jeune génération, Gocha Koutsenko, Sergueï Bezroukov, Ivan Jidkov, Ekaterina Vilkova, Philippe Yankovski.
Pour les metteurs en scène on compte, entre autres, Oleg Efremov, Galina Voltchek, Philippe Iankovski.